# Sparapet
Le titre de « sparapet » (en arménien սպարապետ) est un titre militaire héréditaire arménien dont l'origine remonterait au règne du roi Artachès Ier, au IIe siècle av. J.-C.

## Histoire
Ce titre, qui correspondait à la fonction de commandant en chef des armées dans le royaume d'Arménie, est l'équivalent de celui de spahbod utilisé par les Iraniens sous les Parthes et les Sassanides (cf. aussi en Géorgie spaspet, « grand-connétable »). La fonction de sparapet existait également dans le royaume arménien de Cilicie, où toutefois le titulaire de la charge était connu sous le titre latin de « connétable » (en arménien Գունդստաբլ).
La maison féodale arménienne des Mamikonian portait traditionnellement ce titre sous la dynastie des Arsacides à partir d'Artavazd Ier, cité vers 314, jusqu'à ce que ses membres, affaiblis après la bataille de Bagrévand, se retirent dans l'Empire byzantin au VIIIe siècle pendant que les maisons féodales rivales des Bagratouni et des Arçrouni exerçaient la fonction en Arménie.

## Usage moderne
Le titre de sparapet est restauré au XVIIIe siècle par Mékhitar (mort en 1730), général et éphémère successeur de David Bek.
Après sa mort lors de la fusillade du Parlement arménien de 1999, le premier ministre arménien Vazgen Sargsyan fut qualifié de sparapet dans des chansons populaires en référence à son commandement militaire lors de la guerre du Haut-Karabagh.
Le titre de sparapet est enfin également utilisé pour le commandant suprême des Knights of Vartan, un ordre de bienfaisance arméno-américain. Le titre fut utilisé pour désigner Alex Manoogian (en) pendant ses fonctions à la tête de l'organisation.